# David Boucher
David Boucher (Maubeuge, 17 marzo 1980) è un ex ciclista su strada francese naturalizzato belga, attivo tra gli Elite dal 2004 al 2019.

## Palmarès
- 2003 (Marlux-Wincor Nixdorf, quattro vittorie)

1ª tappa Spar Arden Challenge (cronometro)
Classifica generale Spar Arden Challenge
3ª tappa Tour du Brabant flamand
Tour de la province d'Anvers
- 2004 (Deschacht-Eddy Merckx/Oktos-Saint Quentin, quattro vittorie)

2ª tappa Tweedaagse van de Gaverstreek
4ª tappa Tour du Loir-et-Cher
Prologo Ruban Granitier Breton
2ª tappa Tour de la Somme (cronometro)

## Piazzamenti

### Grand Giri
- Vuelta a España

2012: ritirato (4ª tappa)

### Classiche monumento
- Milano-Sanremo

2014: 101º
- Giro delle Fiandre

2011: 114º
2012: 86º
2015: ritirato
- Parigi-Roubaix

2008: 41º
2011: 52º
2015: 104º